# Meewerkend voorwerp
Het meewerkend voorwerp is in de redekundige ontleding het zinsdeel waarop de door het gezegde en het lijdend voorwerp uitgedrukte werking gericht is.

## Voorbeelden
- Jan geeft Klaas een boek.

De door middel van het werkwoord geven en het lijdend voorwerp boek uitgedrukte werking is gericht op Klaas. Klaas is daarom het meewerkend voorwerp.
- Moeder geeft Tim een pak slaag.

De door middel van het werkwoord geven en het lijdend voorwerp een pak slaag uitgedrukte werking is gericht op Tim. Tim is daarom het meewerkend voorwerp.

## Markeringen
In talen waarin naamvallen een belangrijke rol spelen (synthetische talen) wordt de grammaticale functie van meewerkend voorwerp overwegend door middel van de datief weergegeven. In meer analytische talen – zoals het Nederlands – wordt de functie van meewerkend voorwerp uitgedrukt met behulp van al dan niet weglaatbare voorzetsels (in het Nederlands zijn dit aan en voor), of door de plaats van het meewerkend voorwerp in de zin, waarbij alleen de persoonlijke voornaamwoorden meestal van vorm veranderen.

## Verwante begrippen
- Het meewerkend voorwerp is een van de argumenten bij het werkwoord (meestal het derde, na het onderwerp en lijdend voorwerp).
- Het meewerkend voorwerp is een van de ondervormen van het indirect object.
- In termen van thematische relaties komt het meewerkend voorwerp min of meer overeen met de recipiëns.